# Michel Ier Rhangabé
Vous lisez un « bon article » labellisé en 2022.
Pour les articles homonymes, voir Michel Ier.
Michel Ier Rhangabé (en grec : Μιχαήλ Αʹ Ῥαγκαβέ), né vers 770 et mort le 11 janvier 844, est un empereur byzantin de 811 à 813.
Issu d'une famille aristocratique originaire des Balkans, Michel Rhangabé profite de l'arrivée au pouvoir de Nicéphore Ier en 802 qui le propulse dans les plus hautes sphères du pouvoir, en sa qualité de beau-fils depuis son mariage avec Procopia, la fille de l'empereur. En 811, la mort de Nicéphore lors de la désastreuse défaite de la bataille de Pliska contre les Bulgares, qui laisse son propre fils, Staurakios, gravement blessé, fait de Michel l'un des mieux placés pour prétendre au trône impérial. Grâce au soutien de sa femme, de l'épouse de Staurakios Théophano d'Athènes et de plusieurs hauts dignitaires, il renverse Staurakios le 2 octobre 811.
Son règne est marqué par trois aspects principaux. Tout d'abord, il revient sur la politique financière et fiscale rigoureuse de Nicéphore qui lui a aliéné une partie de l'aristocratie. Au contraire, il récompense généreusement ses soutiens et le clergé. Ensuite, il tente de réconcilier certaines autorités ecclésiastiques, notamment Théodore Studite avec l'autorité impériale alors que Nicéphore a souvent affirmé la prédominance de l'empereur sur le clergé. Plus largement, un élément marquant du règne de Michel est sa propension à se concilier les bonnes grâces des différentes factions de l'élite byzantine, en n'hésitant pas à céder à leurs exigences, au détriment d'une politique cohérente.
Enfin, en matière de politique étrangère, il réussit à calmer la rivalité grandissante avec l'Empire carolingien en reconnaissant la qualité d'empereur à Charlemagne. Néanmoins, face à la menace grandissante et potentiellement mortelle des Bulgares menés par Krum, il échoue. Après avoir rejeté les offres de paix du dirigeant ennemi, il se lance dans une campagne militaire désastreuse qui se termine par une nouvelle défaite pour les Byzantins à la bataille de Versinikia en 813. Profondément fragilisé par cet échec qui laisse l'Empire dans une situation très précaire, il est renversé le 10 juillet par une conspiration menée par Léon V l'Arménien et contraint de devenir moine. C'est dans le monastère où il s'est retiré qu'il meurt, bien plus tard, en 844.

## Contexte et accession au trône
Quand Michel Ier arrive sur le trône, la situation de l'Empire byzantin est précaire. Depuis la mort de Constantin V, une instabilité s'est installée au sommet de l'Empire, ce qui fragilise la renaissance entamée sous les Isauriens. Si Nicéphore Ier est parvenu à mener à bien des réformes internes durables, son règne s'est terminé par le désastre de la bataille de Pliska en 811 contre les Bulgares dirigés par Krum. Ces derniers se sont progressivement installés au sud du Danube, aux côtés des Slaves, menaçant l'emprise de Byzance sur la péninsule balkanique. Les empereurs byzantins n'ont alors de cesse que de les soumettre à leur joug mais, par leur victoire à Pliska, les Bulgares ont démontré leur capacité de résilience. En plus de la victoire, Krum peut s'enorgueillir d'avoir tué l'empereur Nicéphore sur le champ de bataille, faisant de son crâne une coupe à boire. Désormais, il est en mesure de conquérir des territoires supplémentaires en direction de Constantinople, d'autant que le fils de l'empereur, Staurakios, a été grièvement blessé lors de la bataille. S'il est ramené en vie dans la capitale, son infirmité est telle qu'il n'est guère en mesure de gouverner, laissant l’État dans une situation des plus fragiles.
À la cour, ce vide du pouvoir favorise la naissance d'aspirations au trône. La femme de Staurakios, Théophano d'Athènes, semble le briguer, soit comme régente, soit comme impératrice régnante car elle n'a pas d'enfant. Un temps réticent, Staurakios se laisse convaincre de la nommer comme successeur. L'Empire sort alors d'une période de gouvernement par une femme, Irène l'Athénienne entre 797 et 802, ce qui a pu favoriser l'émergence de cette ambition. Néanmoins, l'élite byzantine ne s'accommode pas d'une telle perspective qui porte en elle trop d'incertitudes. C'est le nom de Michel Rhangabé qui émerge et fait l'objet d'un consensus entre le patriarche Nicéphore Ier de Constantinople, le domestique des Scholes (le chef des armées) Étienne et le magister Théoctiste. Procopia, l'épouse de Michel et fille de l'empereur Nicéphore, pourrait bien avoir joué un rôle clé dans cette conspiration en tentant dans un premier temps de convaincre son frère de nommer son beau-frère comme successeur.
Staurakios pourrait avoir suspecté la manœuvre car il convoque Étienne le soir du 1er octobre pour lui demander comment s'emparer le plus aisément de Michel Rhangabé pour le faire aveugler, le châtiment des Byzantins pour punir les prétendants au trône et les rendre inaptes à la fonction. L'empereur semble toujours croire à la fidélité de son domestique des Scholes qui lui affirme que le palais des Manganes, où Michel réside, est trop bien gardé pour être attaqué dans l'immédiat. Si Staurakios paraît convaincu, Étienne précipite le mouvement et rassemble Michel, ses principaux lieutenants et les troupes qui leur sont loyales dans l'hippodrome. Dès les premières lueurs du 2 octobre, ils proclament Michel empereur. Staurakios cède et accepte de prendre l'habit monastique, non sans blâmer le patriarche pour son attitude complaisante à l'égard de Michel Rhangabé. Nicéphore n'en couronne pas moins ce dernier quelques heures plus tard, tout en lui ayant demandé un écrit par lequel il s'engage à défendre l'orthodoxie, à ne pas verser de sang chrétien et à ne pas légiférer en matière religieuse.

## Famille et personnalité
Michel Ier Rhangabé est né dans les années 780 d'une famille estimée de l'aristocratie byzantine qui pourrait avoir des origines slaves. Il est le fils du patricien Théophylacte Rhangabé (en), drongaire de la flotte égéenne et il a la particularité d'être le premier souverain à être connu par son nom de famille. Il épouse Procopia, fille du futur empereur Nicéphore Ier, et reçoit la dignité de curopalate après l'accession de son beau-père au trône en 802, ce qui le propulse parmi les membres les plus élevés de l'élite impériale. Il participe, comme de nombreux hauts dignitaires, à la campagne de Pliska mais en réchappe sain et sauf. Son statut de beau-fils d'un empereur explique certainement que son nom émerge rapidement parmi les prétendants au trône à la mort de Nicéphore. Selon Warren Treadgold, il apparaît aussi suffisamment distant du défunt empereur pour ne pas être victime de son impopularité en raison de ses réformes fiscales particulièrement rigoureuses.

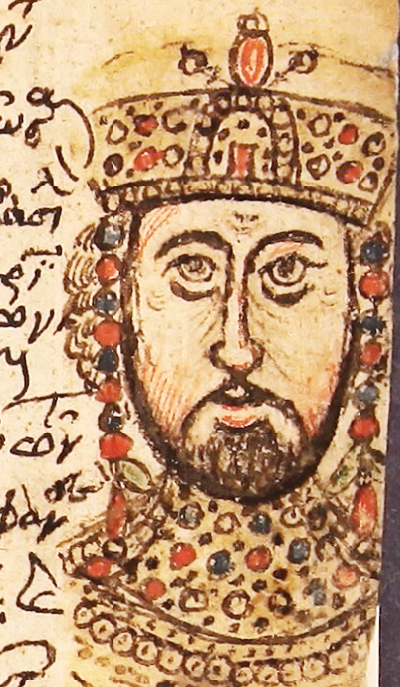
Miniature de Michel Ier dans le Mutinensis gr. 122, manuscrit du XV.

Il est décrit comme beau, avec des cheveux noirs bouclés et barbu. Il est reconnu pour sa piété et son honnêteté et représente un parti consensuel au sein de l'Empire. Néanmoins, les chroniqueurs de l'époque estiment que ses capacités à gouverner sont limitées car il manque d'esprit de décision voire de jugement. Théophane le Confesseur dit de lui qu'il « est complètement honnête et juste mais incapable de gérer les affaires publiques ». Plus largement, les historiens modernes, à l'image d'Ostrogorski, considèrent qu'il n'agit qu'en réaction aux événements, sans prendre les devants et cherche avant tout à résoudre les problèmes en satisfaisant le plus grand nombre, d'où sa propension à combler de cadeaux diverses couches de l'élite byzantine ou bien à répondre favorablement à tout type de demandes. En outre, sa femme Procopia a apparemment une influence importante sur lui et, par conséquent, sur le gouvernement, ce qui suscite parfois le mépris de ses contemporains.

## Règne

### Une politique intérieure conciliante et dépensière

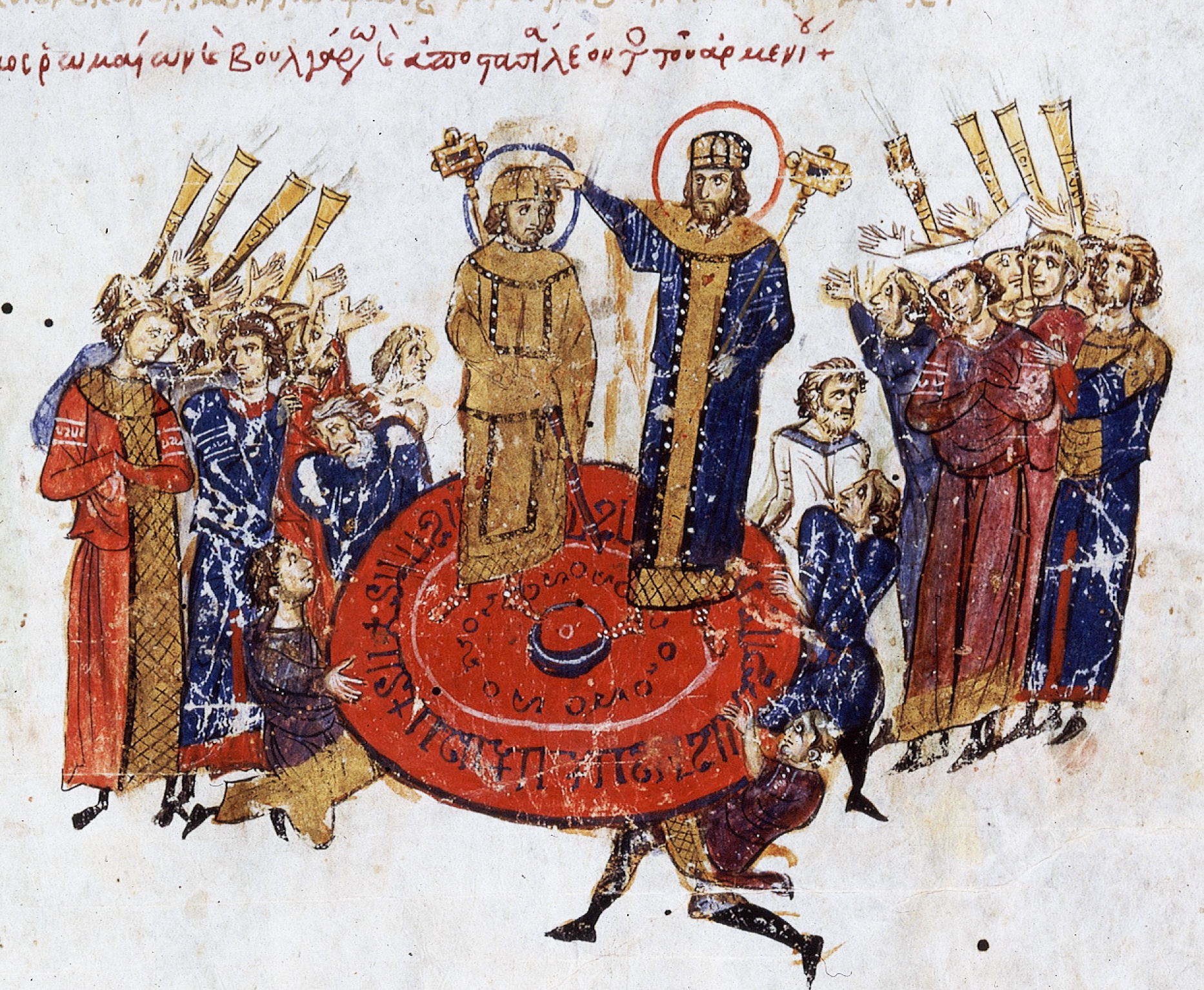
Miniature usuellement associée au couronnement de Michel Ier Rhangabé (selon un document de la Chronique de Skylitzès de Madrid). Il se pourrait qu'il s'agisse en réalité du couronnement d'un co-empereur par l'empereur « principal », peut-être Michel et son fils.

Dès son arrivée sur le trône, Michel rompt avec la plupart des orientations de Nicéphore. Il profite d'un trésor impérial excédentaire du fait des nombreuses mesures fiscales de son prédécesseur pour offrir de larges prodigalités. Il donne 3 600 nomismata au patriarche et la moitié de cette somme au reste du clergé de Sainte-Sophie. En outre, il entend compenser les victimes des taxations jugées injustes imposées par Nicéphore. Enfin, il semble avoir distribué un total de 36 000 nomismata aux veuves des soldats tombés lors des campagnes de Nicéphore. Pour se concilier les bonnes grâces de Théophano, exclue de fait du pouvoir, il lui donne aussi une importante somme d'argent et lui permet de s'installer dans un palais luxueux converti en couvent, dès lors qu'elle a revêtu l'habit religieux. Dans l'ensemble, ces mesures lui permettent surtout de gagner les faveurs de l'élite impériale et de consolider son pouvoir.
Il rappelle aussi d'exil un certain nombre d'anciens dignitaires dont Léon l'Arménien, promu au rang de stratège des Anatoliques, le plus important thème de l'Empire. Cette politique inclut aussi les membres importants du clergé contraints à l'exil comme Théodore Studite, principale figure religieuse de son temps et son disciple Platon de Sakkoudion. Sous Nicéphore, ce mouvement rattaché au monastère du Stoudion contestait régulièrement l'autorité impériale dès lors qu'elle s'immisçait dans les affaires religieuses. Michel, lui, désire rétablir la concorde entre les autorités temporelles et spirituelles,. Rapidement, il est sollicité pour mettre un terme à diverses hérésies qui se sont développées sur le territoire impérial. Il s'agit des Pauliciens et des Athinges qui émergent en Asie Mineure. Nicéphore Ier est resté passif face à ces dissidences mais le patriarche veut les éliminer. Toujours pour se concilier le clergé, Michel prend un décret en janvier 812 qui ordonne aux autorités de faire exécuter tout membre de ces mouvements hérétiques. Néanmoins, il fait face à l'opposition de Théodore Studite qui rejette le principe d'une condamnation à mort. De nouveau, Michel Ier se résout à calmer le jeu. Les Pauliciens et les Athinges sont interdits de manifester leur confession mais ne sont plus menacés d'exécution,,.
En décembre 811, Michel consolide son pouvoir en faisant couronner son fils Théophylacte comme coempereur, une pratique classique chez les Byzantins qui vise à affermir la position d'une famille au pouvoir, surtout quand elle vient d'arriver sur le trône. À cette occasion, l'empereur fait de nouveau œuvre de générosité par la donation de cadeaux et de sommes d'argent importantes aux autorités ecclésiastiques mais aussi au peuple présent à l'occasion de cette célébration.

### Réconciliation avec Charlemagne
Depuis l'avènement de Charlemagne comme empereur en l'an 800, l'Empire byzantin est concurrencé dans sa prétention au titre de seul Empire romain. Les Carolingiens s'estiment désormais légitimes à prendre la continuation de la Rome impériale, d'autant que Charlemagne a été sacré par le pape en personne et que les Byzantins ont progressivement perdu pied en Occident, en particulier en Italie. Dans un premier temps, les Byzantins, jaloux de leur héritage, résistent mais cèdent peu à peu du terrain. Déjà, Nicéphore est parvenu à obtenir la paix au prix d'un certain nombre de concessions mais sans reconnaître explicitement la qualité d'empereur à son rival franc. Quand il arrive sur le trône, Michel Ier reçoit une ambassade en provenance d'Aix-la-Chapelle qui lui propose, comme compromis, de reconnaître Charlemagne comme Empereur des Francs et non Empereur des Romains. Michel, toujours à la recherche du consensus, accepte cette solution, ce qui confirme la paix entre les deux empires. Il a parfois été reproché à Michel d'avoir cédé aux demandes de Charlemagne d'être reconnu comme empereur et, par conséquent, d'accepter la fin de la préséance byzantine. Cependant, si Michel se rend parfois coupable d'un trop grand sens du consensus, en l'occurrence, d'autres auteurs ont tempéré la critique. Georg Ostrogorsky rappelle que l'Empire vient de souffrir une défaite de grande ampleur face aux Bulgares et que l'urgence impose de trouver un compromis avec le rival carolingien, pour concentrer l'ensemble des forces impériales contre Krum.
Dans tous les cas, une ambassade byzantine est envoyée vers Aix-la-Chapelle et se rend d'abord à Rome où une lettre du patriarche est délivrée au pape, confirmant la bonne entente entre les deux pôles de la chrétienté qui tendent à s'opposer régulièrement. Plus encore, la controverse « moéchienne » est soumise à l'arbitrage de l'empereur. Cette querelle théologique remonte à l'époque où un prêtre du nom de Joseph a donné son assentiment au remariage de Constantin VI, au détriment des règles en la matière, précipitant la chute de Constantin. Depuis, Joseph est rejeté par le clergé, notamment par le camp de Théodore Studite. Or, Nicéphore Ier a réhabilité ce prêtre dans le cadre de son opposition plus globale à Théodore Studite. Le pape rend une décision favorable à ce dernier, mettant fin à cette querelle qui envenime les rapports entre l'Église et les autorités impériales. L'ambassade, conduite par Michel de Synades doit aussi recueillir l'accord de Charlemagne pour un mariage entre une princesse franque et Théophylacte, le fils et héritier putatif de Michel Ier, ce qui remettrait au goût du jour, sous une forme atténuée, le vieux projet d'union entre les deux empires, un temps incarné par le mariage de Charlemagne avec Irène,. À son retour en août 812, l'ambassade byzantine confirme l'accord trouvé avec les Carolingiens qui reconnaissent la suzeraineté byzantine sur la Dalmatie et Venise, territoires disputés sous Nicéphore. En cela, le traité d'Aix-la-Chapelle fixe la limite des sphères d'influence des deux empires. En revanche, le projet de mariage de Théophylacte avec une princesse franque est mis sous le boisseau. Il est possible que la reconnaissance du titre impérial de Charlemagne ait incité Michel Ier à réaffirmer sa primauté en faisant figurer sur les miliarésion (monnaies d'argent) la formule  basileis romaion (« basileus » des Romains) et non plus seulement basileis.
C'est aussi au cours de l'été 812 que le seul événement d'importance sur la frontière orientale avec le califat abbasside intervient. Le général Léon l'Arménien, gouverneur des Anatoliques remporte une large victoire contre un raid musulman conduit par Thabit de Tarse, tuant 2 000 ennemis et allant jusqu'à détruire le fort arabe de Camachum sur la frontière. C'est un succès d'importance car les Abbassides représentent toujours le principal rival des Byzantins et les conflits internes au califat depuis la mort d'Haroun ar-Rachid en 809 assurent une stabilité relative de l'Asie Mineure et permettent à Michel de se concentrer sur le défi bulgare,.

### Lutte contre les Bulgares
Si la paix avec Charlemagne représente une incontestable réussite, l'Empire carolingien représente un rival lointain pour Constantinople. En revanche, les Bulgares sont l'urgence du moment pour Michel Ier. Son arrivée sur le trône est due aux conséquences graves de la défaite de Pliska et au désordre qui s'est emparé de l'Empire. Son maintien au pouvoir passe nécessairement par une victoire contre Krum.

#### Refus de la paix

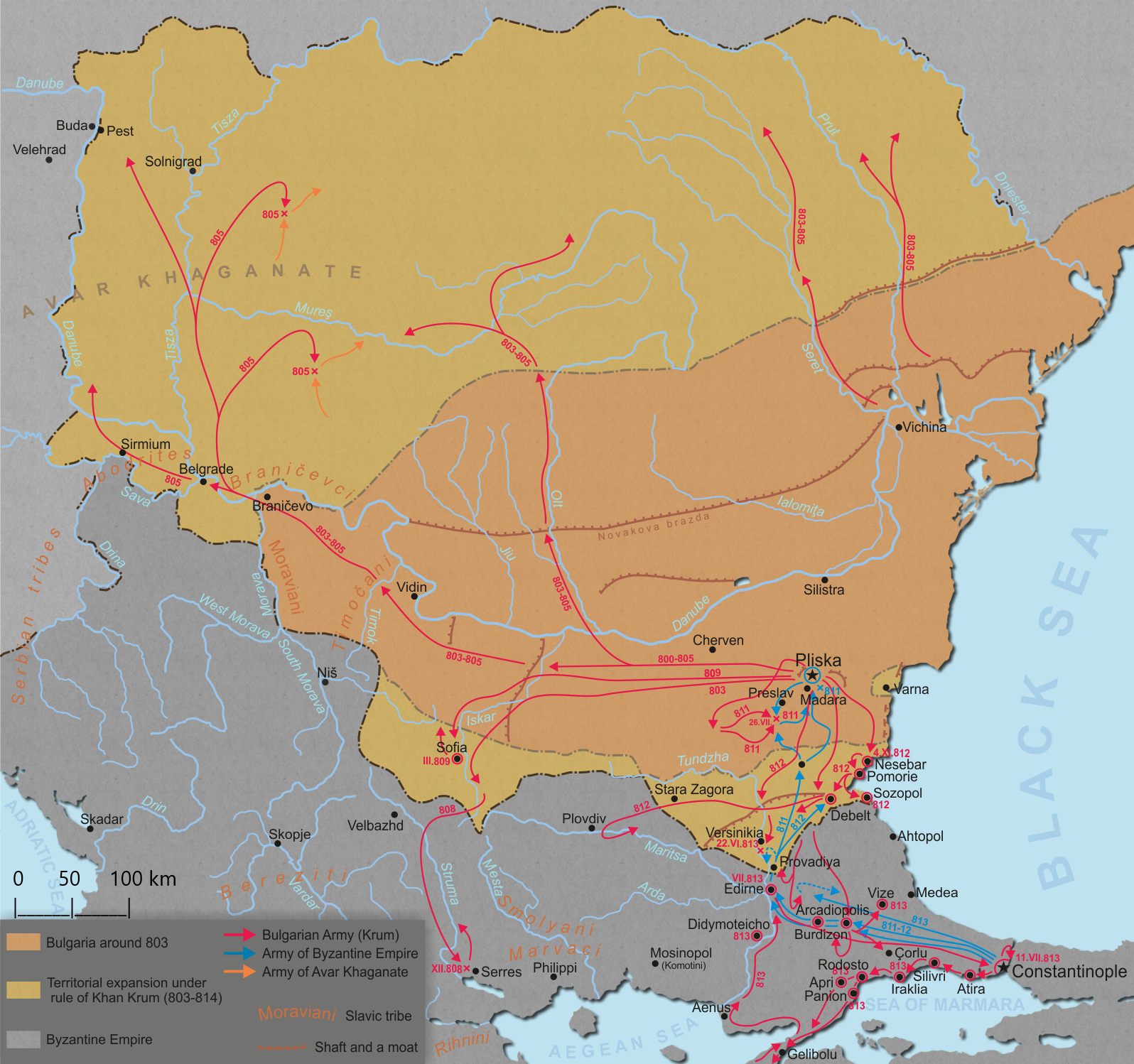
Carte des campagnes de Krum.

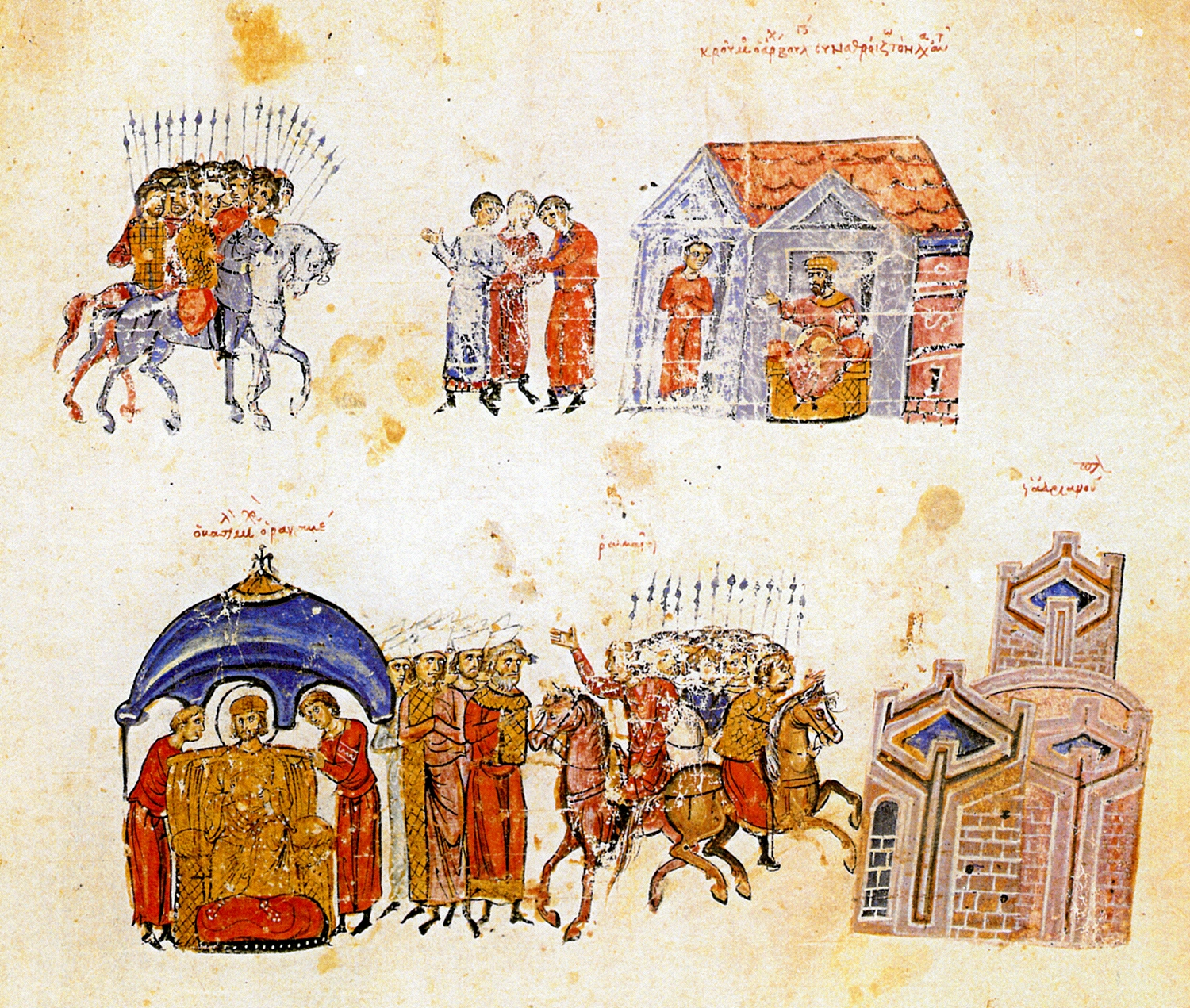
Krum et Michel avant la bataille de Versinikia. Chronique de Skylitzès de Madrid.

Après la bataille de Pliska, les mouvements des Bulgares sont mal connus jusqu'au début de l'année 812 mais Krum prend certainement le temps de soigner les plaies laissées par l'incursion byzantine jusqu'au cœur de son territoire. Ensuite, le dirigeant bulgare prend d'assaut les principales forteresses frontalières byzantines. Il commence par Develtos qu'il assiège au début du printemps. Cette position est un des verrous de la frontière byzantino-bulgare. Michel tente de se porter à son secours mais, sur le chemin, il apprend que la cité s'est rendue et que sa population est déportée vers les terres bulgares. Cette politique de déportation vise à affaiblir la frontière byzantine et, en retour, à renforcer démographiquement l'Empire bulgare, qui s'appuie aussi de plus en plus sur les expertises de certains prisonniers byzantins. En outre, Michel fait face à une mutinerie parmi des soldats peu confiants en ses capacités militaires, démoralisés par les revers successifs et voyant d'un mauvais œil la présence de l'impératrice, alors qu'une rumeur enfle à propos de sa trop grande influence sur son mari. Michel est obligé d'interrompre sa campagne et de rentrer à Constantinople. Peu à peu, les habitants des thèmes de Macédoine et de Thrace commencent à fuir devant la progression des Bulgares. Les colons implantés dans ces régions par Nicéphore ou par Irène pour y renforcer la présence byzantine dans les Balkans ont perdu confiance dans les capacités de l'armée à les protéger. Les villes d'Anchialos, de Serrès ou encore de Philippopolis sont abandonnées,. Ces déboires fragilisent Michel. Au sein même de l'armée, il semblerait que l'iconoclasme ait connu un regain de popularité. Ce mouvement d'opposition au culte des images a été instauré par Léon III en 717 et il reste associé aux succès militaires de cet empereur et de son successeur, Constantin V alors que depuis le rétablissement du culte des images par Irène, les armées byzantines connaissent une série de défaites inquiétantes. Bientôt, les meneurs de la contestation se tournent vers les fils de Constantin V, pourtant aveuglés, comme alternatives. Michel préfère les exiler sur les îles des Princes pour écarter la menace tandis qu'il fait fouetter les meneurs et fait trancher la langue d'un moine qui s'en est pris à une image religieuse,.
Après ses nombreux succès, Krum envoie l'un de ses lieutenants négocier une paix avec Michel Ier. Il propose aux Byzantins de revenir à un ancien traité de paix qui fixe notamment la frontière byzantino-bulgare en Thrace au niveau de ce qu'elle était avant le règne d'Irène. De ce fait, les Byzantins perdent certaines des régions qu'ils ont entrepris de repeupler sous Nicéphore mais, néanmoins, ils conservent une bonne partie de la Thrace puisque les Bulgares auraient à se retirer de certaines de leurs conquêtes les plus avancées. La proposition de Krum inclut aussi un tribut annuel versé par Constantinople sous la forme de vêtements et de peaux séchées qui équivalent à 2 160 nomismata, soit une somme plutôt modeste. Enfin, les marchands doivent pouvoir circuler librement à travers les frontières.
Quand Michel reçoit cette offre, il la soumet à ses conseillers qui, dans leur grande majorité, lui conseillent de la rejeter au motif que l'une des exigences de Krum est de lui remettre tous les déserteurs qui ont pu se réfugier chez les Byzantins. Pour une partie du clergé, cette clause inclurait des Bulgares convertis au christianisme et il n'est pas acceptable de les livrer à des païens. Enfin, il est possible que les exigences territoriales de Krum soient mal reçues par les conseillers laïcs comme le magister Théoctiste, d'autant que les Byzantins conservent la supériorité numérique sur le plan militaire. En conséquence, Michel Ier refuse de signer la paix.

#### Bataille de Versinikia

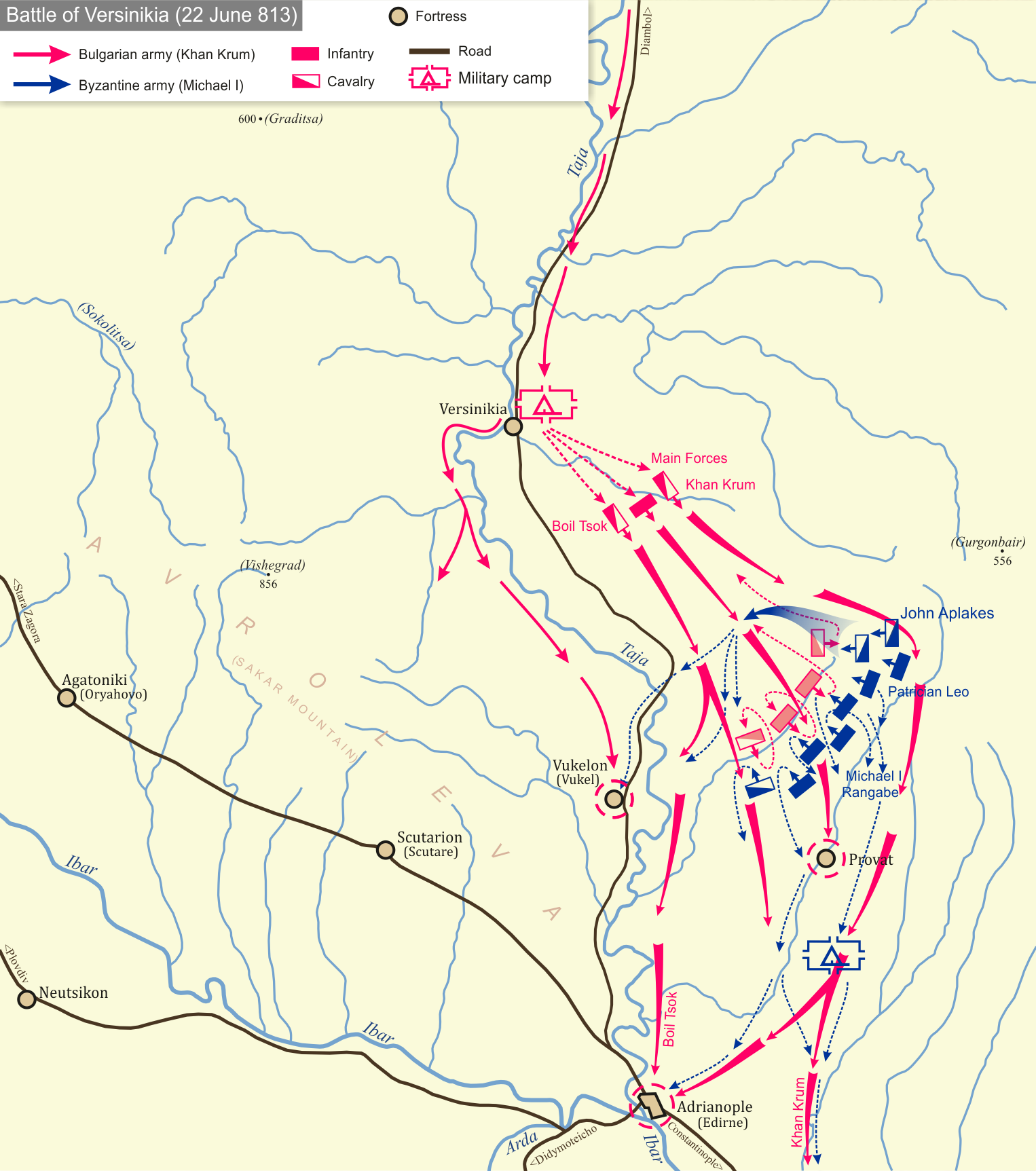
La bataille de Versinikia.

La réaction de Krum est immédiate. En octobre 812, il met le siège devant Mesembria, un poste avancé des Byzantins sur la mer Noire désormais isolé du reste du territoire impérial. Pour la première fois, les Bulgares utilisent des armes de siège conçues par un transfuge d'origine arabe, peut-être dénommé Eumathius. Devant la menace de perdre Mesembria, Michel Ier convoque à nouveau ses conseillers. Si certains d'entre eux sont désormais prêts à accepter les conditions des Bulgares, d'autres comme Théoctiste ou Théodore Studite s'y opposent. Entre-temps, en novembre, Mesembria est tombée et un important butin est saisi par Krum,.
Michel Ier prépare une riposte pour le début de l'année 813. Il réunit une importante armée qui comprend notamment des troupes issues des thèmes asiatiques, dès lors que la frontière avec les Arabes n'est pas menacée. Cette force se réunit près d'Andrinople quand, en février, elle apprend que Krum s'apprête à l'attaquer par surprise. Michel réagit et prend les devants. C'est lui qui surprend les Bulgares qu'il oblige à battre en retraite. Michel prend cela comme une victoire et revient à Constantinople pour la fêter dignement dès la fin février. Il en profite pour rassembler une armée encore plus grande, comprenant notamment de jeunes recrues. Comme Nicéphore Ier deux ans auparavant, il souhaite remporter un succès décisif.

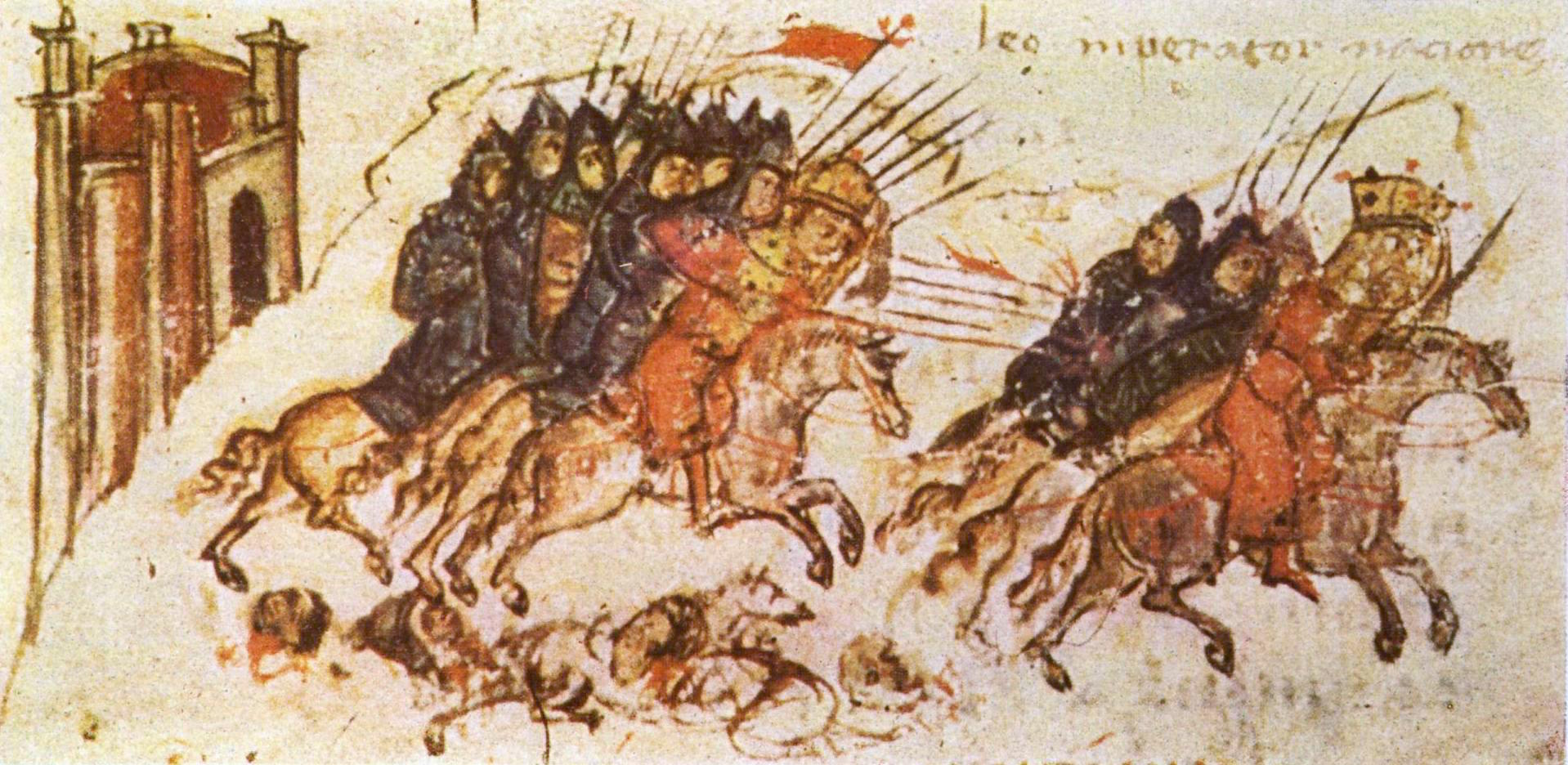
Michel mis en déroute par les Bulgares. Miniature issue de la chronique de Manassès.

Cependant, un nombre important de troupes venues d'Asie Mineure exprime un certain mécontentement dans cette mobilisation massive qui les oblige à se battre loin de chez eux. Le système militaire byzantin repose sur des armées thématiques, composées de paysans-soldats mobilisables périodiquement par les gouverneurs locaux pour faire face aux menaces directes sur les territoires concernés. Or, cette campagne contraint les soldats asiatiques à délaisser leurs possessions. C'est seulement au mois de mai que l'armée se met en branle, assombrie par une éclipse vue comme un mauvais présage. Michel, comme à son habitude, distribue des cadeaux et de l'argent en quantité mais ne parvient guère à susciter l'enthousiasme des troupes. Dénué de réelle expérience militaire probante, il ne semble pas en mesure d'imposer à ses hommes une discipline et une loyauté fortes.
Une fois arrivé près d'Andrinople, Michel adopte une posture passive et attend l'affrontement avec Krum. Ce dernier, conscient de son infériorité numérique, ne provoque pas la bataille. Les deux armées restent face à face jusqu'au courant du mois de juin. Finalement, sous la pression de ses généraux et arrivé à court de provisions, Michel Ier accepte d'engager le combat. Mais là encore, le choix de la passivité semble s’imposer à lui. Alors que l'avant-garde dirigée par Jean Aplakès charge les Bulgares, il hésite à le suivre avec le gros des troupes et laisse le temps à l'ennemi de se réorganiser. Bientôt, les troupes asiatiques dirigées par Léon l'Arménien commencent à quitter le champ de bataille. A-t-il trahi sciemment son souverain ? Aucune preuve ne permet de trancher définitivement car les sources qui rapportent cette défection sont souvent hostiles à Léon, mais le doute est permis. L'empereur, conscient que la victoire lui échappe, abandonne le champ de bataille, laissant sur place le corps de troupes conduit par Jean Aplakès seul face aux Bulgares, qui les écrasent. La fuite d'une large part de l'armée byzantine induit des pertes moins élevées que lors de la bataille de Pliska mais, moralement, le désastre est aussi grand.

## Chute et fin de vie
Conscient que son trône ne tient plus qu'à un fil, Michel se précipite à Constantinople où des manifestations d'hostilité se sont déroulées avant même la bataille. Il laisse de facto son armée entre les mains de Léon l'Arménien, ce qui indiquerait qu'il ne le soupçonne pas de vouloir le renverser. Or, les soldats ne tardent pas à l'acclamer comme empereur. Isolé, Michel Ier se rend rapidement compte que sa situation est désespérée. Un petit parti de fidèles reste à ses côtés et lui conseille de se maintenir sur le trône. Il est composé de sa femme, du domestique des Scholes Etienne et du magister Théoctiste. Tous craignent de perdre le pouvoir qu'ils ont obtenu avec l'avènement de Michel. Mais celui-ci désire semble-t-il préserver sa vie et celle de sa famille et abdique le 10 juillet 813, alors que Léon est devant les portes de la cité impériale,.
Michel Ier trouve refuge avec sa famille à l'église Notre-Dame du Phare et bénéficie d'une relative clémence de la part de Léon V. Ce dernier lui permet de devenir moine dans un monastère de l'île de Proti sous le nom d'Athanase tandis que Procopia devient nonne. Ses fils sont castrés et relégués dans des monastères et ses biens sont saisis mais Léon V consent à lui assurer une rente annuelle. L'usage de la castration de membres de la famille d'un ancien empereur est assez exceptionnel dans le monde byzantin, même si les enfants de Léon V connaissent le même sort quelques années plus tard. À certains égards, il symbolise le renforcement d'un principe dynastique naissant dans l'ordre politique byzantin et la volonté d'éliminer une lignée future rivale. Le destin ultérieur de Michel nous est inconnu, si ce n'est qu'il décède bien plus tard, en 844,.

## Union et postérité

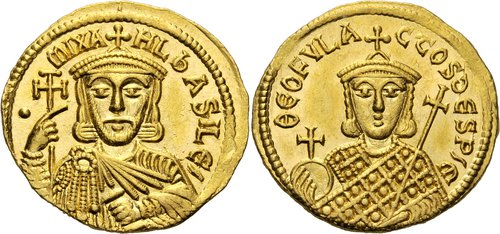
Solidus de Michel Ier avec son fils aîné et co-empereur Théophylacte au revers. Michel Ier tient dans sa main gauche l’akakia, rouleau contenant de la poussière et symbolisant la brièveté de l'existence.

Il épouse avant 794 Procopia, fille de Nicéphore Ier, qui lui donne au moins cinq enfants :
- Théophylacte, qu'il associe au trône en 812 et qui devint moine en 813 sous le nom d'Eustrate[49] ;
- Nicétas, qui est patriarche de Constantinople sous le nom d'Ignace de Constantinople ;
- Staurakios, qui meurt jeune avant l'abdication de son père[49] ;
- Georgo, religieuse ;
- Théophano, religieuse[49].